# Pseudogynoxys
Pseudogynoxys é um género botânico pertencente à família Asteraceae.

## Espécies
- Pseudogynoxys chenopodioides (México e América Central)

1. ↑  «Pseudogynoxys — World Flora Online». www.worldfloraonline.org. Consultado em 19 de agosto de 2020